# Agomadaranus tandjongicus
Agomadaranus tandjongicus es una especie de coleóptero de la familia Attelabidae.

## Distribución geográfica
Habita en Kalimantan (Indonesia).